# سپاه ۴۱ (ورماخت)
سپاه ۴۱ (به آلمانی: XXXXI Armeekorps یا XLI Armeekorps) یکی از سپاه‌های نیروی زمینی آلمان در جریان جنگ جهانی دوم بود که در فرانسه، بالکان و جبهه شرقی به عملیات پرداخت.

## تشکیل
این سپاه تحت عنوان سپاه ۴۱ موتوریزه در ۲۴ فوریه سال ۱۹۴۰ در منطقه نظامی شماره ۸ (سیلزی) ایجاد و در ماه مه همان سال عنوان پوششی «ستاد استحکامات آلشتاین» بر آن نهاده شد.

## تاریخچه عملیاتی

### فرانسه
در جریان نبرد فرانسه، سپاه ۴۱ موتوریزه به فرماندهی سپهبد گئورگ-هانس راینهارت با دو لشکر ششم و هشتم زرهی به عنوان یکی از دو سپاه گروه زرهی کلایست، می‌بایست در عملیات گذر از جنگل‌های آردن، با عبور از رود موس خود را به مونترمه در شمال سدان می‌رساند. اراضی عملیاتی سپاه ۴۱ موتوریزه سخت‌ترین شرایط جغرافیایی را در بین نیروهای در حال عبور از رود موس داشت و مدافعان در آن از موقعیت بهتری برخوردار بودند. تا پایان روز ۱۳ ماه مه سال ۱۹۴۰، نیروهای این سپاه موفق شدند گذرگاه کوچکی بر رود موس به دست آوردند. مقاومت مدافعان فرانسوی نیروهای راینهارت را برای دو روز در مونترمه متوقف کرد اما نهایتاً این سپاه توانست روز ۱۵ ماه مه خط دفاعی دشمن را بشکند و به پیشروی به جانب غرب ادامه دهد. این نیروها در مواجهه با مقاومت ضعیف، تا ساعت چهار بعد از ظهر خود را به مونتکورنه در ۶۰ کیلومتری مونترمه رساندند. این حرکت سریع، فرانسوی‌ها را مجبور کرد خط دفاعی خود را تا جنوب رود ان عقب بکشند.

### یوگسلاوی
در جهت آماده‌سازی برای تهاجم به یوگسلاوی، سپاه مستقل ۴۱ موتوریزه در نزدیکی شهر تیمیشوارا در غرب رومانی به عنوان متحد آلمان در نیروهای محور، مستقر شد. این سپاه تحت فرمان سپهبد راینهارت، متشکل از لشکر دوم پیاده‌نظام موتوریزه اس‌اس، هنگ پیاده‌نظام موتوریزه گروس‌دویچلانت و هنگ زرهی هرمان گورینگ، در مرکز جبهه عملیاتی کمترین فاصله را با بلگراد، پایتخت یوگسلاوی نسبت به سایر یگان‌های آلمانی داشت.
با آغاز عملیات، سپاه ۴۱ موتوریزه با گذر از مرز مشترک رومانی و یوگسلاوی، تقریباً بلافاصله خط دفاعی ارتش ششم یوگسلاوی را شکست و لشکر دوم پیاده‌نظام موتوریزه اس‌اس و هنگ پیاده‌نظام موتوریزه گروس‌دویچلانت از این سپاه، موفق شدند در طول روز نخست نیمی از راه تا بلگراد را بپیمایند و تا شب‌هنگام خود را به پانچفو در مجاورت پایتخت برسانند. اوایل شامگاه روز بعد، ۱۲ آوریل، لشکر دوم پیاده‌نظام موتوریزه اس‌اس با گذر از رود دانوب به کمک قایق، وارد بلگراد شد و این شهر را در کنار دیگر یگان‌های آلمانی به تصرف درآورد.

### شوروی

#### منطقه بالتیک
سپاه ۴۱ موتوریزه به فرماندهی سپهبد راینهارت متشکل از دو لشکر زرهی، یک لشکر پیاده‌نظام موتوریزه و یک لشکر پیاده‌نظام عادی، در جناح شمالی گروه زرهی ۴ به عنوان سر نیزه زرهی گروه ارتش شمال، با آغاز عملیات بارباروسا، می‌بایست منطقه بالتیک را مورد هجوم قرار می‌داد. با توجه به مشاهده کار بر روی استحکامات میدانی در طول جاده اصلی از تیلسیت به سمت شمال شرقی و در جنوب و جنوب شرقی تاوراگه، دو لشکر زرهی و بیشتر توپخانه و هنگ موشک‌انداز گروه ارتش به این سپاه تعلق گرفته بود. این سپاه پس از عبور از خط مرزی و تصرف تاوراگه، هنگام عبور از رود دوبیسا، ۲۳ ژوئن زیر ضد حمله سپاه‌های ۳ و ۱۲ مکانیزه ارتش سرخ قرار گرفت. لشکر ششم زرهی این سپاه با تانک‌های ضعیف‌تر پنتسر ۳۵(تی) در نبرد راسینیای در موضعی دفاعی با لشکر دوم تانک شوروی با تانک‌های قدرتمندتر کی‌وی-۱ و کی‌وی-۲، درگیر شده بود. به دستور سپهبد راینهارت لشکر یکم زرهی پس از دستیابی به تیتوونای، با توقف در پیشروی، به کمک لشکر ششم زرهی در آن موضع رفت. با رسیدن لشکر یکم زرهی به راسینیای، ورق به نفع آلمانی‌ها بازگشت و بیشتر سپاه ۳ مکانیزه شوروی به محاصره درآمده و به همراه سپاه ۱۲ مکانیزه آن منهدم شدند. ارتش سرخ در این نبرد صدها تانک خود را از دست داد.
سپاه ۴۱ موتوریزه با ادامه پیشروی در مقابل مقاومت ضعیف دشمن، ۲۸ ژوئن به رود دوینا رسید و بر یکابپیلس مسلط شد. به منظور هر چه فراخ‌تر ساختن سر پل یگان‌های پشت سر، دو روز بعد، لشکر ششم زرهی این سپاه با عبور از این رود در لیوانی در شرق یکابپیلس، سر پل دیگری بر روی آن برقرار کرد.

#### روسیه
سپاه ۴۱ موتوریزه با از سر گرفتن پیشروی از ۲ ژوئیه، در روز نخست ۱۰۰ کیلومتر را پوشش داد. با توجه به شرایط بهتر، به دستور ارتشبد اریش هوپنر، فرمانده گروه زرهی ۴، لشکر سوم پیاده‌نظام موتوریزه از سپاه ۵۶ موتوریزه به سپاه ۴۱ موتوریزه منتقل شد. این سپاه روز ۴ ژوئیه با رخنه در خط دفاعی استالین توسط لشکر یکم زرهی به اوستروف و مقادیر زیادی تدارکات سلطه یافت و توانست ضد حملات دشمن بدان را دفع کند. سپاه ۴۱ موتوریزه ۱۲ ژوئیه در شرق دریاچه پیپوس به رودخانه پلیوسا رسید. سپاه ۴۱ موتوریزه روز ۱۴ ژوئیه در نزدیکی سابسک به گذرگاهی بر روی رود لوگا نیز دست یافت تا پس از طی ۷۵۰ کیلومتر در عرض سه هفته با لنینگراد تنها صد کیلومتر دیگر فاصله داشته باشد. این سپاه در این موضع مجبور به توقف سه و نیم هفته‌ای شد تا سپاه ۵۶ موتوریزه اریش فن مانشتاین در جناح دیگر گروه زرهی ۴ و نیروهای پیاده‌نظام به آن برسند.

##### لنینگراد
نهایتاً تهاجم سپاه ۴۱ موتوریزه از روز ۸ اوت مجدداً از سرگرفته شد. ارتشبد هوپنر جهت تقویت این سپاه، لشکرهای هشتم زرهی و سی و ششم پیاده‌نظام موتوریزه را به آن ملحق ساخت. نیروهای راینهارت به تدریج شروع به کنار زدن مدافعان ارتش سرخ که شش هفته در حال آماده‌سازی استحکامات بودند، کردند. گذر نهایی از خط دفاعی دشمن به سختی در روزهای ۱۲ و ۱۳ اوت اتفاق افتاد. در این درگیری‌ها سپاه ۴۱ موتوریزه در عرض چهار روز نزدیک به ۱۶۰۰ نفر از نیروهای خود را از دست داد. بارش شدید باران و آماده‌سازی گسترده شوروی در هر نقطه از مسیر، کار پیشروی را برای راینهارت بسیار آهسته و پر خسارت کرده بود. حرکت سانتی‌متری این سپاه به طرف کراسنوگواردِیسک در ۴۰ کیلومتری جنوب غرب لنینگراد، در نهایت پیش از رسیدن به این شهر به توقف کامل در ۲۴ اوت و گرفتن حالت تدافعی برای دو هفته انجامید.

##### نبرد مسکو
سپاه ۴۱ موتوریزه اواخر ماه سپتامبر به همراه سه لشکر خود به گروه ارتش مرکز منتقل شد و به گروه زرهی ۳ پیوست. نیروهای این یگان به شکل پیاده در طول بزرگراه لنینگراد-لوگا-پسکوف-نفل خود را به جنوب غربی ولیژ رساند. با توجه به کمبود زمان جهت انجام گرفتن عملیات تصرف مسکو پیش از فرارسیدن زمستان، این فاصله ۶۰۰ کیلومتری با بهره‌گیری از شرایط نسبتاً بهتر مسیر تنها در عرض ۳ تا ۴ روز طی شد که موجب وارد آمدن فشار زیادی به نیروها شد. جهت جلوگیری از فرسایش، تلاش شد ادوات شنی‌دار این سپاه با خطوط آهن به مقصد منتقل گردند. به هر صورت کمبود تجهیزات ریلی سبب شد در نهایت بسیاری از این ادوات نیز همانند ادوات چرخ‌دار، با جاده‌ها منتقل شوند که باعث تأخیر در رسیدن و وارد آمدن خسارات قابل توجهی به آن‌ها گشت. بدین ترتیب در روز نخست آغاز عملیات سپاه ۴۱ موتوریزه در مواضع استقرار یافته از توان کامل خود برخوردار نبود. در پی باقی ماندن لشکر هشتم زرهی در حومه لنینگراد، پیوستن لشکر ششم زرهی از سپاه ۴۱ موتوریزه به سپاه ۵۶ موتوریزه برای پر کردن جای آن لشکر، توان این سپاه را هر چه بیشتر تضعیف نمود.
منطقه تمرکز و ناحیه تهاجم مربوط به سپاه ۴۱ موتوریزه اراضی تماماً مردابی و جنگلی بود که راه‌های اندک و با وضعیت بدی داشت. این مسئله موجب زمان‌بر شدن تحرک نیروها می‌شد. این شرایط راه‌ها در حالی موجب مشکلات فنی گسترده در نیروهای رزمی می‌گردید که یگان‌های کافی تعمیر و نگهداری و تمهیدات لازم تدارکاتی از جمله سوخت، نیز در اختیار سپاه نبود. مأموریت این سپاه بنا بر طرح تهاجم، نفوذ در مواضع دشمن در شمال نووسِلکی و سپس شکستن خط ارتش سرخ در جهت بِلی به منظور پاکسازی مسیر پیشروی ارتش نهم بود. در ادامه، سپاه ۴۱ موتوریزه می‌بایست به سمت سیچیوفکا در ۴۵ کیلومتری جنوب رژف، یورش می‌برد تا از جانب شمال و شمال شرقی گروه زرهی ۳ که به طرف ویازما پیشروی می‌کرد، مراقبت شود. سپس در صورتی که شرایط مساعد بود، این سپاه می‌بایست جهت تهاجم به سمت شمال شرقی آماده می‌شد. به جهت محدودیت راه‌ها و اراضی مردابی، سپاه ۴۱ موتوریزه در ابتدا تنها لشکر ششم پیاده‌نظام و تعداد اندکی از عناصر لشکر یکم زرهی خود را جهت تهاجم اولیه به کار گرفت. بیشتر نیروهای لشکر یکم زرهی آماده بودند که بعداً پس از شکسته شدن خط دفاعی دشمن در نفوذ به عمق مواضع آن به‌کارگرفته شوند. در این شرایط لشکر سی و ششم پیاده‌نظام موتوریزه نیز در جایگاه ذخیره نگاه داشته شده بود. تنها بیشتر یگان‌های توپخانه این لشکر جهت گلوله‌باران اولیه مورد استفاده قرار گرفتند.
تهاجم سپاه روز ۲ اکتبر آغاز شد. با وجود غافلگیری مدافعان، موفقیت اولیه محدودی به دست آمد. نفوذ عناصر لشکر یکم زرهی در جناح راست تا عصر روز نخست به طول انجامید. شرایط بد راه انتقال یگان‌های موتوریزه جهت پشتیبانی از این نفوذ را دشوار ساخته بود. بدین ترتیب ادامه عملیات به روز بعد موکول شد. تهاجم لشکر یکم زرهی پیشروی خوبی حاصل کرد اما در مقابل استحکامات آماده و مقاومت دشمن، در جنوب غربی بلی متوقف گشت. با توجه به عقب ماندن لشکر سی و ششم پیاده‌نظام موتوریزه و تمایل به ادامه تهاجم پیش از رسیدن نیروی کمکی دشمن، تصمیم به عبور از جنوب بلی بدون یورش به آن و حمله به سمت سیچیوفکا گرفته شد که مورد موافقت گروه زرهی ۳ قرار گرفت. با اجرای این برنامه، سپاه با فائق آمدن بر مقاومت دشمن، خود را ۷ اکتبر به کرانه شرقی رود دنیپر در ناحیه شمال بولشوو در ۳۰ کیلومتری جنوب غربی سیچیوفکا، رساند. در این هنگام با انتقال راینهارت به جایگاه فرماندهی گروه زرهی ۳، سرلشکر اتو اوتنباخر، فرمانده لشکر سی و ششم پیاده‌نظام موتوریزه موقتاً تا روز ۱۳ اکتبر فرماندهی کل سپاه را بر عهده داشت. در طی این روزها بارندگی جاده‌ها را که از پیش وضعیت بدی داشتند، به راه‌های بدنام گلی روسیه بدل ساخت که موجب کاهش سرعت حرکت می‌شد. به هر صورت پس از عبور از مجموعه‌ای از استحکامات، سپاه موفق شد ۹ اکتبر از جانب جنوب بر سیچیوفکا مسلط شود. در همین مدت جناحین شمالی و شرقی این یگان زیر حملات دشمن قرار داشت. لشکر ششم پیاده‌نظام از جناح شمالی و لشکر سی و ششم پیاده‌نظام موتوریزه در حال دفاع از جناح شرقی بودند. در این زمان تیپ ۹۰۰ لر به سپاه ملحق شده و به سرعت در حال پیشروی پشت سر آن بود. یگان‌هایی از لشکرهای ششم پیاده‌نظام و سی و ششم پیاده‌نظام موتوریزه جهت پاکسازی جنگل‌های غرب رود دنیپر از حضور عناصر دشمن به‌کارگرفته شدند. حملات هوایی علیه سرنیزه سپاه در این موضع، شدیدترین تجربه از آن از هنگام آغاز تهاجم به شوروی بود. فاصله زیاد فرودگاه‌ها با خط مقدم، سبب شده بود سپاه ۸ هوایی لوفت‌وافه تأثیر کمی در حل این مشکل داده باشد. در ادامه سپاه موظف به تهاجم به سمت کالینین در شمال شرقی شد. روز ۱۱ اکتبر زوبتسوف و روز بعد آن استاریتسا به تصرف درآمدند. جناحین به سرعت در حال گسترش سپاه، شاهد ضد حملات شدید دشمن بودند. با وجود دفع موفق این ضد حملات، لشکر یکم زرهی وادار به باقی گذاشتن برخی یگان‌های خود در مواضع پشت سر جهت تأمین آن‌ها شد که این مسئله موجب تضعیف سرنیزه سپاه می‌گشت. در این شرایط مشکلات تدارکاتی شدت بیشتری گرفته و یگان‌های تدارکاتی با تحمل تلفات سنگین ظرفیت خود را به مقدار قابل توجهی از دست داده بودند. گاهی چندین روز به طول می‌انجامید تا تدارکات مورد نیاز به دست نیروها برسد و در بسیاری موارد همان تدارکات دریافتی نیز ناکافی بودند؛ بنابراین و با توجه به کمبود سوخت، توانایی لشکر یکم زرهی در پیشروی به سمت کالینین در هاله‌ای از ابهام قرار داشت. با این حال، عقب‌نشینی همه‌جانبه قوای دشمن به سمت شمال و شمال شرق، موجب اهمیت حداکثری رسیدن هر چه سریع‌تر این سپاه به کالینین به منظور سلطه بر این نقطه اتصال مهم پیش از رسیدن نیروهای دشمن به آن، گشته بود. تنها پل رود ولگا در این شهر قرار داشت و تسلط بر آن تأثیر بسزایی بر عملیات‌های آتی داشت. به جهت جبران نیاز خودروهای رزمی به سوخت، تمامی خودروهای دیگر از جمله خودروهای تدارکاتی پشت سر نهاده شدند و از سوخت آن‌ها برای آغاز پیشروی از شب ۱۲ اکتبر استفاده گردید. در این زمان لشکر سی و ششم پیاده‌نظام موتوریزه که مواضع خود را در جناح شرقی سپاه به عناصر سپاه ۵۶ موتوریزه سپرده بود، همچنان در جنوب استاریتسا قرار داشت و حرکت آن در اثر کمبود سوخت و شرایط بد راه‌ها با اختلال مواجه گشته بود. بدین جهت از این لشکر همچنان جهت پوشش جناح سپاه استفاده می‌شد. اوایل صبح روز ۱۳ اکتبر سرنیزه لشکر یکم زرهی وارد کالینین شد. پس از نبردهای خیابانی شدید، این لشکر موفق گشت تا عصر روز ۱۴ اکتبر این شهر را به همراه پل‌های سالم جاده و راه‌آهن، به شکل کامل به سیطره خود درآورد. 
در این موقعیت، طبق فرامین موقت، سپاه موظف به پیشروی به سمت تورژوک در غرب کالینین، شد تا در همکاری با جناح شمالی ارتش نهم، نیروهای دشمن حاضر در این منطقه را منهدم نماید. به هر حال دیگر امید چندانی به پیشروی مؤثر سپاه در این جهت وجود نداشت؛ چرا که نیروهای ضعیف در اختیار سپاه ضمن لزوم حفظ بخشی از یگان‌های خود در کالینین، به دشواری قادر به انجام چنین کاری بودند و جناح شمالی ارتش نهم فاصله زیادی با آن‌ها داشت. در همین حال، شرایط ضعیف تدارکاتی و وضعیت بد راه‌ها مداوما در حال تشدید بود و موفقیت چنین عملیاتی را تضمین نمی‌نمود. پس مبارزات سنگین بر سر کالینین ذخایر مهمات سپاه نیز به شرایط حساسی رسیده بود. بدین سبب، فرماندهی سپاه پیشنهاد نمود در صورت تأمین نیروهای کافی جهت حفظ نواحی اطراف کالینین، یگان‌های آن به سمت مسکو در جنوب شرقی که حضور نیروهای ضعیف‌تری از دشمن در مسیر آن پیش‌بینی می‌گشت، حرکت کنند. با این حال، پس از رسیدن یگان‌های دیگر به کالینین جهت حفظ امنیت آن، سپاه با بیشتر نیروهای لشکر یکم زرهی و تیپ ۹۰۰ لر بر طبق فرامین از ۱۷ اکتبر مسیر تورژوک را پیش گرفت. پس مقداری موفقیت‌های اولیه، نیروهای سپاه همان‌طور که انتظار می‌رفت با مقاومت رو به رشد دشمن مواجه شدند. با این وجود پل رود تورتسا در مدنویه به شکل سالم تصرف گردید. کمبود مهمات، مانع از ادامه حرکت برای این نیروها گشت. ضد حملات دشمن از شمال و جنوب با حمایت هوایی، موجب تشدید این وضعیت حساس شد تا در نهایت پس از چند روز از آغاز تهاجم، لشکر یکم زرهی اقدام به عقب‌نشینی به سمت کالینین نماید. فشار حملات دشمن مسیر این عقب‌نشینی را تنگ کرده و تلفات و خسارات را به شدت افزایش داد.
در این زمان، تلاش شوروی برای بازپس‌گیری کالینین فزونی یافته بود. این حملات با نیروهای دارای برتری عددی، بر ضد لشکرهای تضعیف شده یکم زرهی و سی و ششم پیاده‌نظام موتوریزه و تیپ ۹۰۰ لر از این سپاه و برخی عناصر لشکرهای ششم زرهی و صد و بیست و نهم پیاده‌نظام صورت می‌گرفت. هم‌اینک میزان کاملاً ناکافی مهمات موضوع عملیات‌های دفاعی را به صورت قابل ملاحظه‌ای دشواتر ساخته بود. سپاه در این حال متحمل تلفات جدی گشت و چندین بار درخواست دریافت نیروی کمکی نمود. به این درخواست‌ها در ابتدا کاملاً بی‌توجهی شد و سپس تنها مقدار ناکافی نیرو به آن تعلق گرفت. با جدا شدن لشکر ششم پیاده‌نظام از این سپاه جهت الحاق به ارتش نهم به منظور تهاجم به تورژوک، اوضاع وخامت بیشتری پیدا کرد و فرسایش بیشتری نصیب مدافعان کالینین گشت. با ادامه اصرار سپاه بر دریافت نیروی کمکی، در نهایت یک لشکر پیاده‌نظام از اراضی پشت سر ارتش نهم به آن پیوست. بدین طریق دشمن مجدداً از رود ولگا عقب رانده شد و اوایل ماه نوامبر خط مقدم در کالینین تا حدودی پایدار گردید.
شرایط بد راه‌ها، کمبود تدارکات و تحلیل رفتن قوا سبب شد قصد ادامه پیشروی از کالینین به سمت شمال و شمال شرقی رها شود. با فرا رسیدن لشکرهای پیاده‌نظام سپاه ۲۷ در ۲۰ نوامبر به کالینین، سپاه ۴۱ موتوریزه آزاد شد تا در تهاجم گروه زرهی ۳ به جانب سد ولگا در جنوب شرقی مشارکت کند. با توجه به کمبود سوخت، این سپاه به آرامی حرکت خود را آغاز کرد. مأموریت اولیه آن محافظت از جاده کلین-سد ولگا بود. این سپاه پس از دشواری فراوان، به تدریج موفق گشت در شرق این جاده مواضع دفاعی برقرار سازد. در این موقعیت تنها دو لشکر ضعیف سپاه خط مقدمی به طول ۴۰ کیلومتر را حفظ می‌نمودند. اندکی بعد این مواضع هدف ضد حملات شدید دشمن قرار گرفت که تنها با کمک سایر یگان‌ها دفع شد.
کاهش دما که موجب یخ زدن سطح راه‌ها می‌شد، در این شرایط نوعی مزیت برای سپاه به حساب می‌آمد تا بتواند جابه‌جایی نیروهای خود تسهیل نماید. با آغاز فصل زمستان، نیروها شروع به انطباق خود با وضعیت نمودند و توانستند حداقل میزان البسه زمستانی را تأمین کنند که البته همچنان ناکافی بود. اواخر ماه نوامبر سپاه ۴۱ موتوریزه فرمان یافت از موقعیت دفاعی خود در شمال کلین با لشکر یکم و ششم زرهی به سمت مسکو در جنوب پیشروی کند. بدین شکل خط مقدم بلند لشکر سی و ششم پیاده‌نظام موتوریزه به طرف جنوب شرقی طولانی‌تر از پیش گشت. اوایل ماه دسامبر لشکر بیست و سوم پیاده‌نظام در نهایت به سپاه ملحق گشت و بیشتر نیروهای آن در دفاع از جناح شرقی سرنیزه زرهی به کار برده شد. با وجود افزایش مقاومت دشمن و تهدید در جناح شرقی، نیروهای سپاه توانستند تا ۵ دسامبر مقداری پیش بروند و برخی یگان‌های آن در فاصله ۳۵ کیلومتری مسکو قرار بگیرند. همین روز دستور به توقف سپاه و گرفتن حالت تدافعی صادر گشت. اندکی بعد دستور دیگری مبنی بر آماده شدن برای عقب‌نشینی به سمت شمال دریافت شد..

##### عقب‌نشینی
با ضد حمله ارتش سرخ در ۷ دسامبر لشکر سی و ششم پیاده‌نظام موتوریزه به غرب عقب رانده شد و امکان حفظ اتصال آن با سرنیزه زرهی از بین رفت. مابقی نیروهای سپاه نیز از همان روز شروع به عقب‌نشینی کردند. کاهش شدید دمای هوا به میانگین ۳۵- درجه سانتیگراد در شرایط عدم کفایت البسه زمستانی، ادامه عملیات و تحرک را بسیار دشوار و تلفات را چندین برابر ساخته بود. ارتش سرخ با آگاهی از این شرایط فشار خود بر سپاه را افزایش داد و در تلاش بود راه عقب‌نشینی آن در غرب کلین را قطع کند. با وجود موفقیت دشمن در این مقصود در برخی موقعیت‌ها، ضد حملات لشکر یکم زرهی راه را مجدداً بازگشایی می‌کرد تا حرکت آهسته سپاه به سمت غرب ادامه پیدا کند. تا میانه ماه دسامبر نیروهای سپاه خود را به غرب رود لاما رساندند و در امتداد موقعیت ارتش نهم، شروع به احداث مواضع دفاعی نمودند. سرمای هوا و فرسودگی نیروها سبب تلاش برای استفاده از مواضع از پیش موجود در این موقعیت موجب گشت تا با پدیداری حفره‌هایی در استحکامات، دشمن تلاش به بهره‌گیری از آن نماید که البته همه آن‌ها دفع شد. در این زمان خط دفاعی به دستور فرماندهی عالی نیروی زمینی به غرب استاریتسا منتقل گشت. نیروهای سپاه بلافاصله به موقعیت جدید که به واسطه جنگلی بودن مطلوب آن‌ها نبود، اعزام گشتند و شروع به ساخت مواضع دفاعی در آن کردند.
با کاهش حملات دشمن، سپاه که تا کنون آسیب بسیاری دیده بود، با دریافت تدارکات، تجهیزات و نیروی کمکی شروع به باز سازمان‌دهی و افزایش تدریجی توان خود کرد. با تثبیت شرایط به مقدار کافی این سپاه توانست مواضع خود در این موقعیت را تا بهار سال ۱۹۴۲ حفظ کند. حوادث در ناحیه عملیاتی ارتش نهم سبب شد سپاه جناح چپ خود را به مرور به سمت شمال غربی عقب بکشد و در جهت یاری رساندن به ارتش نهم به طرف شمال ببرد. بدین ترتیب بیشتر مواضع رود لاما رها شد. با رخنه عمیق دشمن در دفاع ارتش نهم در ماه ژانویه سال ۱۹۴۲ در غرب رژف و امتداد تدریجی آن به سمت شمال غربی سیچفکا، خط‌آهن ویازما-رژف به عنوان مسیر تدارکاتی سپاه در معرض تهدید واقع شد تا وادار به عقب‌نشینی بیشتر به سمت غرب شود. در این زمان سپاه ۴۱ موتوریزه می‌بایست لشکر یکم زرهی را به عنوان نیروی کمکی ارتش نهم به شمال سیچفکا اعزام می‌نمود تا دو لشکر پیاده‌نظام موتوریزه چهاردهم و سی و ششم و لشکر دوم زرهی برای آن باقی بماند. بارش برف کار عقب‌نشینی را دشوار ساخته بود. در این وضعیت دشمن نیروهای سپاه را با فاصله اندکی دنبال می‌کرد و گاهی به شکل همزمان با آن به خط جدید مقاومت می‌رسید. این مسئله امکان استراحت را از نیروهای سپاه گرفته بود. افزایش به‌کارگیری تانک‌های جدید تی-۳۴ توسط دشمن در این درگیری‌ها نیز برای سپاه ۴۱ موتوریزه بسیار مشکل‌آفرین شده بود. در جریان این درگیری‌ها و عقب‌نشینی سپاه مجدداً متحمل تلفات انسانی و تجهیزاتی سنگین گشت.
تا روز ۲۳ ژانویه سال ۱۹۴۲ بیشتر نیروهای سپاه خود را به مواضع نهایی زمستانی، موسوم به «خط کا»، رساندند. نیروهای دشمن به سرعت شروع به حمله به این موقعیت در تمامی خط مقدم کردند. به هر صورت، تمامی این حملات با موفقیت دفع شدند.

## فرماندهان
| نام                     | درجه                                                      | آغاز فرماندهی  | پایان فرماندهی                            |
| ----------------------- | --------------------------------------------------------- | -------------- | ----------------------------------------- |
| گئورگ-هانس راینهارت     | انتصاب با درجه سرلشکر ارتقا به درجه سپهبد (۱ ژوئن ۱۹۴۱)   | ۱۵ فوریه ۱۹۴۰  | ۳۰ سپتامبر ۱۹۴۱                           |
| والتر مدل (موقت)        | سپهبد                                                     | ۱ اکتبر ۱۹۴۱   | ۶ اکتبر ۱۹۴۱                              |
| اتو اوتنباخر (موقت)     | سرلشکر                                                    | ۶ اکتبر ۱۹۴۱   | ۱۳ اکتبر ۱۹۴۱                             |
| فریدریش کیرشنر (موقت)   | سرلشکر                                                    | ۱۴ اکتبر ۱۹۴۱  | ۱۵ نوامبر ۱۹۴۱                            |
| والتر مدل               | سپهبد                                                     | ۱۵ نوامبر ۱۹۴۱ | ۱۵ ژانویه ۱۹۴۲                            |
| یوزف هارپه              | انتصاب با درجه سرلشکر ارتقا به درجه سپهبد (۱ ژوئن ۱۹۴۲)   | ۱۵ ژانویه ۱۹۴۲ | ۱۶ اکتبر ۱۹۴۳                             |
| هلموت وایدلینگ          | انتصاب با درجه سرلشکر ارتقا به درجه سپهبد (۱ ژانویه ۱۹۴۴) | ۱۶ اکتبر ۱۹۴۳  | ۱۹ ژوئن ۱۹۴۴                              |
| ادمونت هوفمایستر (موقت) | سرلشکر                                                    | ۱۹ ژوئن ۱۹۴۴   | ۱ ژوئیه ۱۹۴۴ (انهدام سپاه، اسارت فرمانده) |
| فریدریش کیرشنر          | سپهبد                                                     | ۱۳ اوت ۱۹۴۴    | ۱۵ اوت ۱۹۴۴                               |
| هلموت وایدلینگ          | سپهبد                                                     | ۱۵ اوت ۱۹۴۴    | ۲۰ آوریل ۱۹۴۵                             |
| رودولف هولسته           | سرلشکر                                                    | ۲۰ آوریل ۱۹۴۵  | ۲۷ آوریل ۱۹۴۵                             |

## سازمان
- هنگام آغاز نبرد فرانسه، مه ۱۹۴۰:[۲۵]:
  - لشکر دوم پیاده‌نظام موتوریزه
  - لشکر ششم زرهی
  - لشکر هشتم زرهی
  - لشکر فرفوگونگس اس‌اس
- هنگام آغاز عملیات بارباروسا، ژوئن ۱۹۴۱:[۲۵]:
  - لشکر یکم زرهی
  - لشکر ششم زرهی
  - لشکر سی و ششم پیاده‌نظام موتوریزه
  - لشکر دویست و شصت و نهم پیاده‌نظام
- هنگام آغاز عملیات تایفون، اکتبر ۱۹۴۱:[۲۶]:
  - لشکر یکم زرهی
  - لشکر سی و ششم پیاده‌نظام موتوریزه